# Ectoedemia quadrinotata
Ectoedemia quadrinotata là một loài bướm đêm thuộc họ Nepticulidae. Nó được tìm thấy ở Kentucky và Ohio.

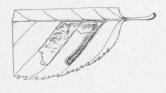
Mine

Sải cánh dài 4–5 mm. Có hai lứa trưởng thành một năm, làm tổ vào tháng 7 và từ cuối tháng 8 đến giữa tháng 10.
Ấu trùng ăn Carpinus caroliniana và Corylus americana. Chúng ăn lá nơi chúng làm tổ. 